# Siegesplatz (Bozen)
Der Siegesplatz (italienisch Piazza della Vittoria) in Bozen wurde in der faschistischen Zeit in der Südtiroler Stadt angelegt und bildet den zentralen Platz der Bozner Neustadt mit dem Siegesdenkmal in seiner Mitte. Von der Bozner Altstadt über die Talferbrücke kommend liegt der Siegesplatz gleich anschließend westlich der Talfer in der Gemarkung von Gries-Quirein. Drei Seiten des Platzes, gerahmt von der Freiheitsstraße im Norden und der Cesare-Battisti-Straße im Süden, werden von Prunkbauten im monumentalistischen Stil des späten Rationalismus mit Laubengängen und Tordurchfahrten gesäumt. 

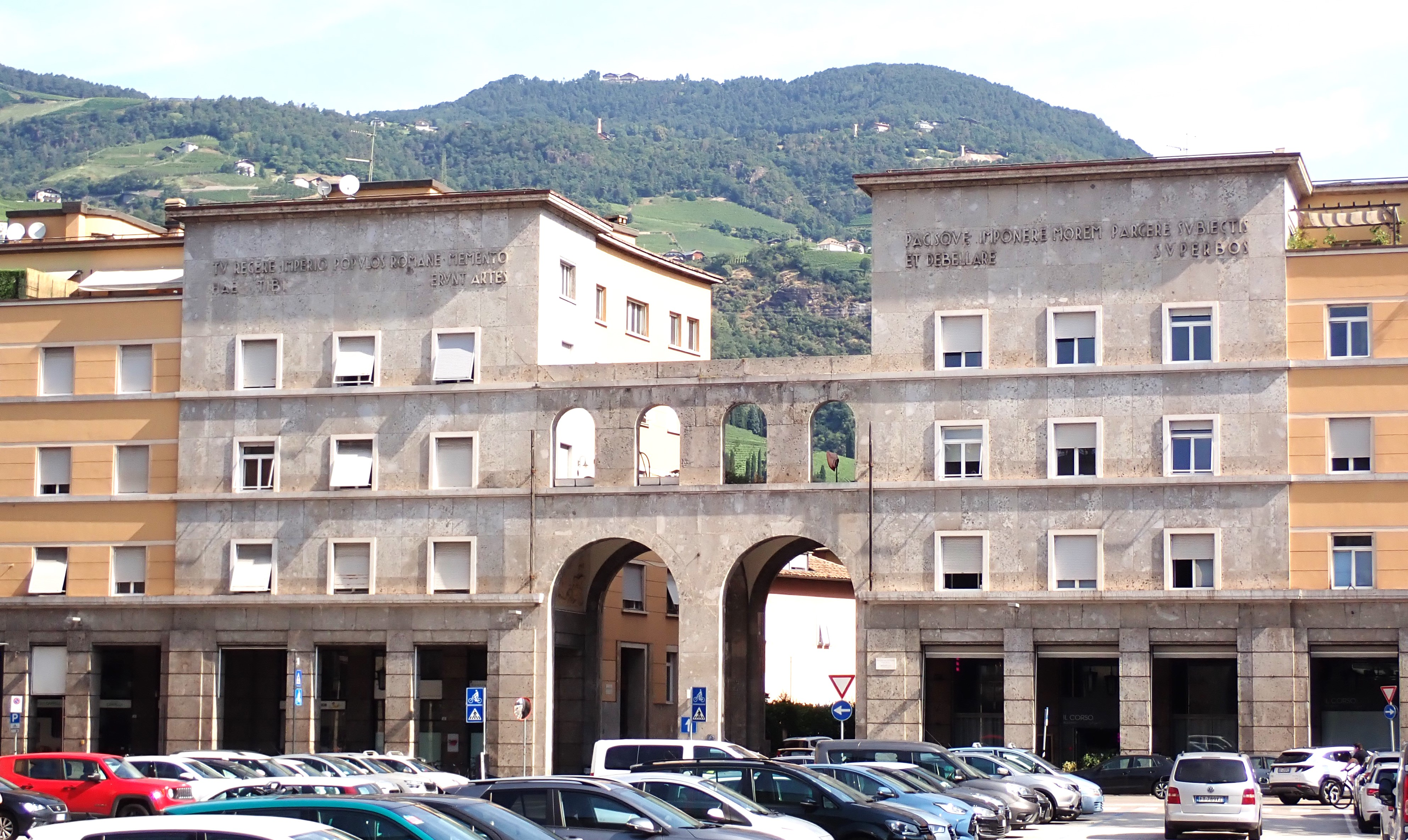
Palazzo INA (Istituto Nazionale delle Assicurazioni), Freiheitsstraße Bozner Neustadt

Der Platz sollte ein neues Stadtzentrum im Quartiere Monumentale der Bozner Neustadt sein und bot neben Cafés und Einkaufsmöglichkeiten vor allem Wohnraum für die höheren Staatsbeamten des faschistischen Regimes, die den Auftrag hatten, die Italienisierung Bozens und später ganz Südtirols voranzutreiben. Ursprünglich als Siegesforum (Foro della Vittoria) konzipiert, wurde von dem enormen Platzprojekt nur der an der Hinterseite des von Marcello Piacentini entworfenen Siegesdenkmals gelegene Teil von Piacentinis Schüler Paolo Rossi de Paoli vollständig verwirklicht; der eigentliche Platzraum war an der Vorderseite des Denkmals, stadtseitig zugewandt, vorgesehen, und es hätten mit dem neuen Sitz der Provinzialverwaltung und einem neuen Bozner Rathaus auch zentrale innerstädtische Funktionen an den neuen regionalen „Gewalt- und Machtraum“ verlegt werden sollen. Diese weitergehenden Planungen, die zur Raumgewinnung die radikale Verengung des Flussbetts der Talfer und einen Brückenneubau erfordert hätten, wurden kriegsbedingt nicht realisiert. Vom ursprünglichen Programm künden noch heute lateinische Zitate an den Hauswänden des Platzes, die Vergils Aeneis entnommen sind und die Größe der römischen Antike und damit den imperialen Herrschaftsauftrag der faschistischen Ära auf propagandistische Weise verkünden. Eine im Jahr 2001 von der Bozner Stadtregierung initiierte Umbenennung des Siegesplatzes in Friedensplatz (Piazza della Pace) musste aufgrund einer von italienischen Rechtsparteien angestoßenen Volksbefragung 2002 wieder zurückgenommen werden.
Der Platz wird an Samstagen als Wochenmarkt, fallweise für Veranstaltungen und im Übrigen als Parkplatz genutzt. Der Bau einer mehrstöckigen Tiefgarage befindet sich in Planung, um die Oberfläche des Platzes autofrei zu gestalten.

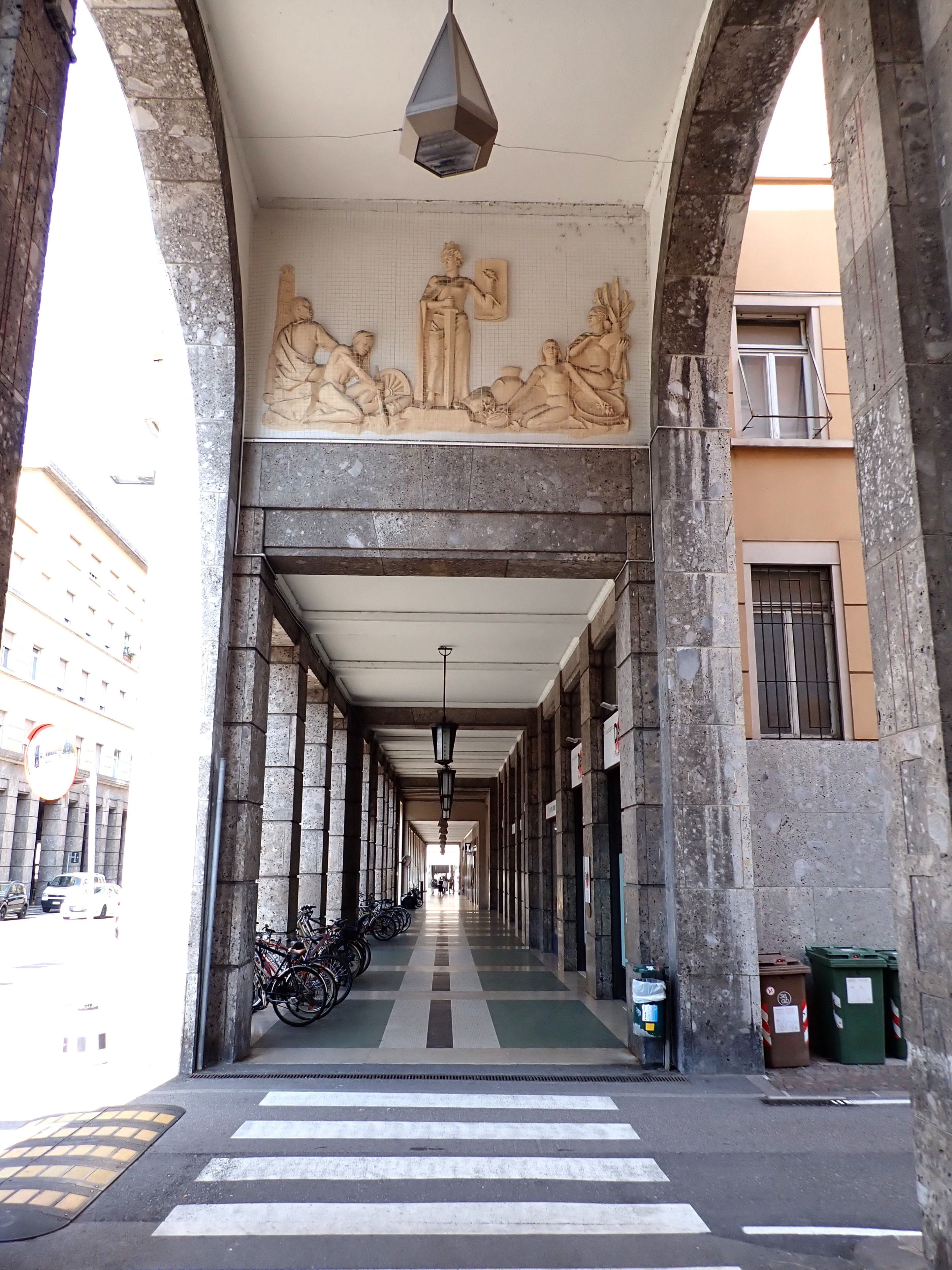
Torbogen im Palazzo INA an der Freiheitsstraße mit Halbreliefs von Livia De Kuzmik Papini

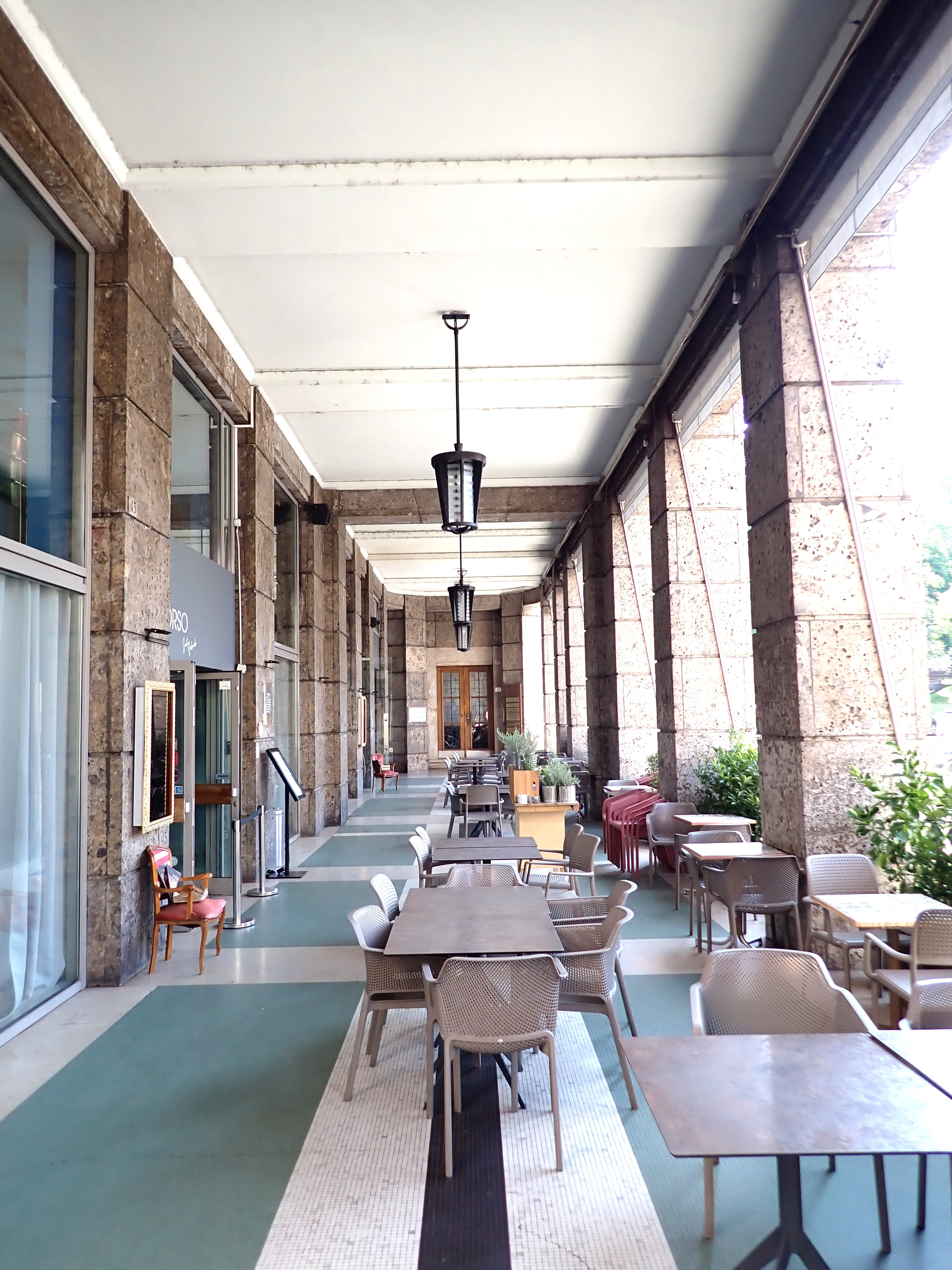
Laubengang im Palazzo INA an der Freiheitsstraße